# المدرسة الكندية الدولية في هونغ كونغ
المدرسة الكندية الدولية في هونغ كونغ هي مدرسة دولية خاصة تقع في هونغ كونغ، الصين.

## الروابط الخارجية
1. ↑  "Introduction". مؤرشف من الأصل في 2017-06-11.

- Official Website
- Leo Lee Arts Centre
- Sports/Timberwolves Website